# Gheorghe Lazăr
Gheorghe Lazăr – wieś w Rumunii, w okręgu Jałomica, w gminie Gheorghe Lazăr. W 2011 roku liczyła 2319 mieszkańców.